# بلير (شاعر)
بلير (بالإنجليزية: Blair)‏ هو شاعر أمريكي، ولد في 19 سبتمبر 1967، وتوفي في 23 يوليو 2011.